# Protochelifer novaezealandiae
Espèce
Synonymes
- Protochelifer maori Chamberlin, 1949

Protochelifer novaezealandiae est une espèce de pseudoscorpions de la famille des Cheliferidae.

## Distribution
Cette espèce est endémique de Nouvelle-Zélande.

## Étymologie
Son nom d'espèce lui a été donné en référence au lieu de sa découverte, la Nouvelle-Zélande.

## Publication originale
- Beier, 1948 : Uber Pseudoscorpione der Australischen region. Eos Madrid, vol. 24, no 4, p. 525-562.